# Ханбиев, Умар Ильманович
Умар Ильманович Ханбиев (Хамбиев) (10 июля 1955, Беной, Чечено-Ингушская АССР — 8 августа 2014, Грозный) — чеченский врач и политический деятель, кандидат медицинских наук, министр здравоохранения Чеченской Республики Ичкерия, генеральный представитель президента Ичкерии за рубежом, главный врач Республиканской больницы скорой медицинской помощи, главный хирург министерства здравоохранения Чеченской Республики. Представитель тайпа Беной.

## Биография
Окончил Дагестанский медицинский институт. После окончания института работал в Ножай-Юртовской центральной районной больнице. Проходил клиническую ординатуру в Москве у главного хирурга министерства здравоохранения России Савельева.
В годы первой чеченской войны прооперировал тысячи раненных. В 1997 году, после избрания Аслана Масхадова президентом Ичкерии был назначен министром здравоохранения республики, а его младший брат Магомед Ханбиев стал министром обороны республики.
В 1999 году, после начала второй чеченской войны Ханбиев снова начал оперировать раненных. В январе 2000 года был арестован вошедшими в Грозный федеральными войсками и помещён в следственный изолятор Чернокозово. Вызволить его оттуда помог бизнесмен Малик Сайдуллаев. После освобождения Ханбиев уехал в Баку. В 2004 году был назначен генеральным представителем президента Ичкерии за рубежом. В 2007 году Ханбиев переехал в Италию, где попросил политического убежища, в котором ему было отказано.
На следующий год в Италию приехал брат Ханбиева Магомед, к тому времени ставший депутатом Парламента Чеченской Республики, и уговорил вернуться на родину. После возвращения в Чечню Умар Ханбиев уехал в родное село, где работал в хирургом участковой больницы. В 2009 году был назначен главным хирургом республики. С 2011 года главный врач Республиканской больницы скорой медицинской помощи.

## Память

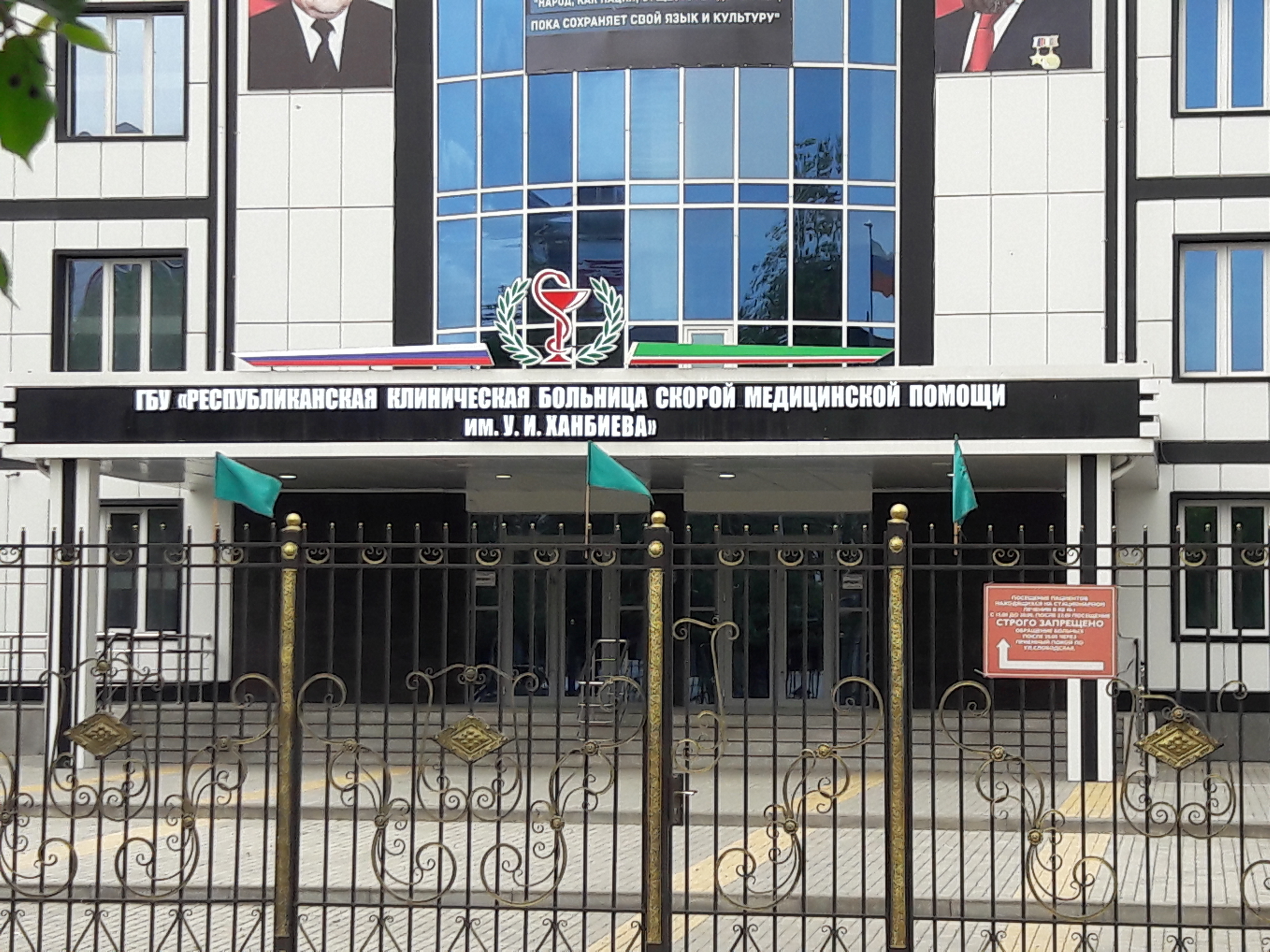
Республиканская клиническая больница скорой помощи

В феврале 2022 года именем Ханбиева названа Республиканская клиническая больница скорой помощи, в которой он был главным врачом. Его именем также названы улицы в Гудермесе и Новом Беное.